# Leisure 17

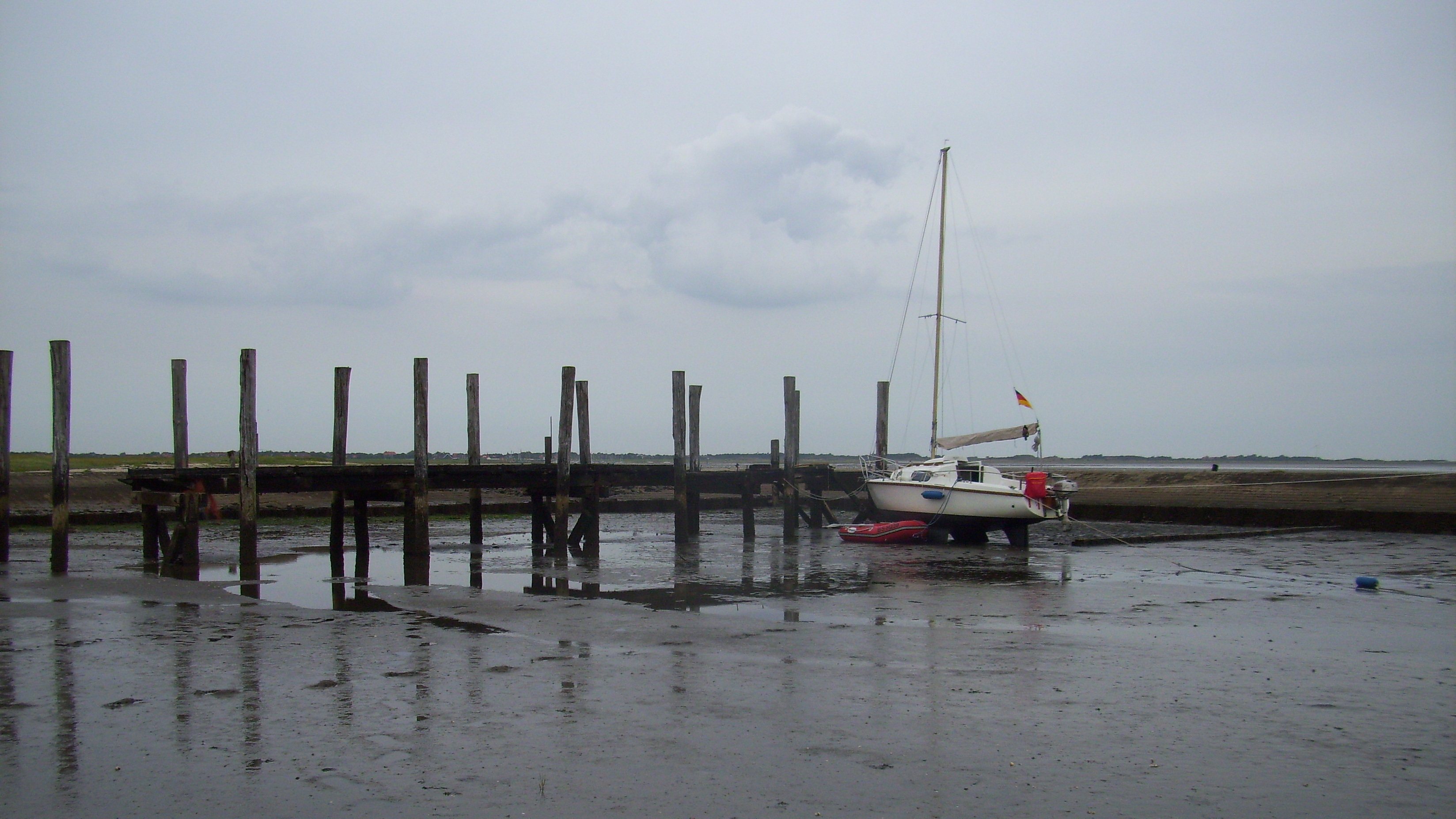
Leisure 17 in Spiekeroog

Leisure 17 is een serie van cruisers gemaakt door het British shipyard Cobramold Ltd (later: Brinecraft Ltd). De boot is geschikt om op zee te zeilen.

## Geschiedenis

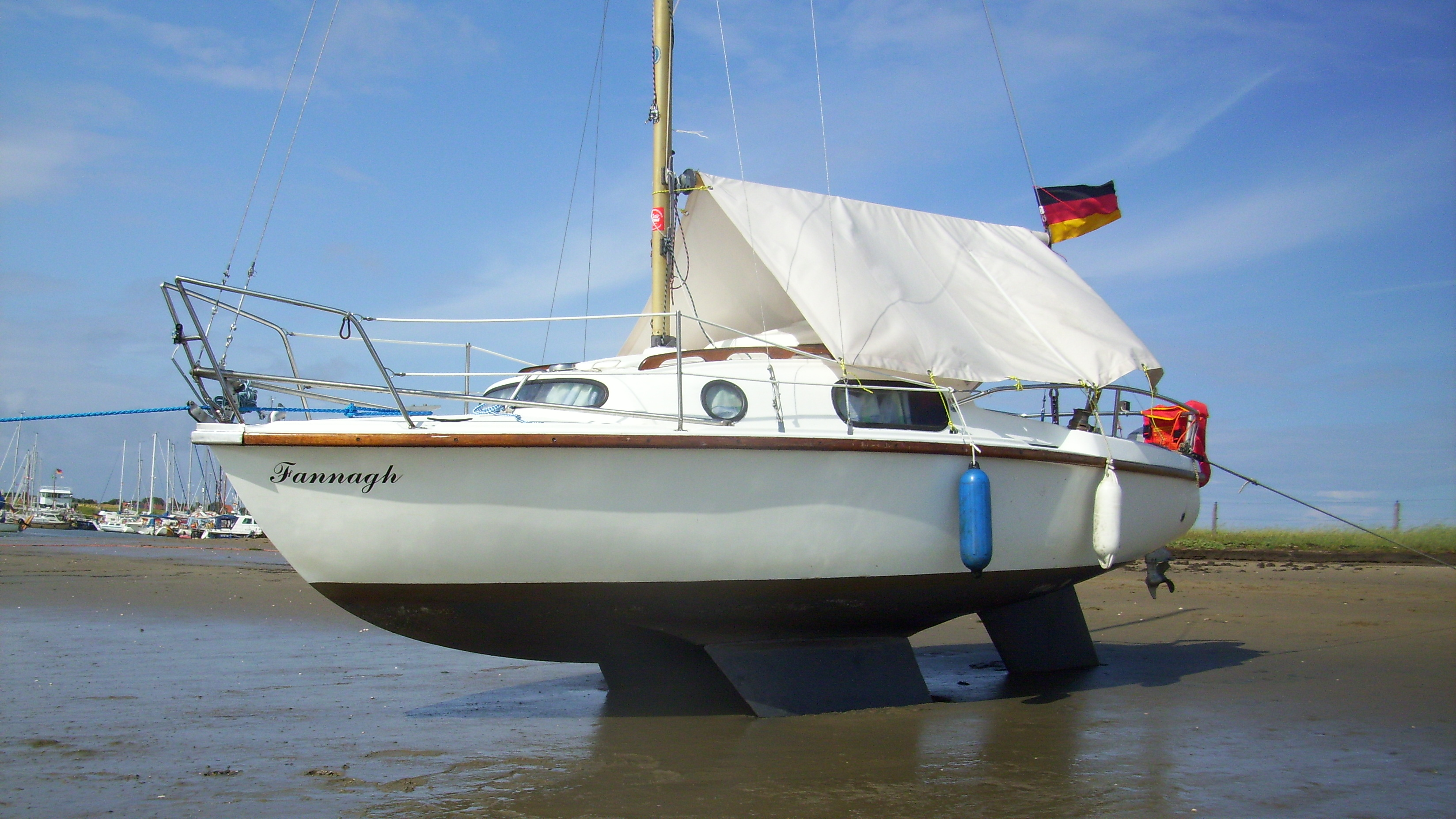
Leisure 17 KK

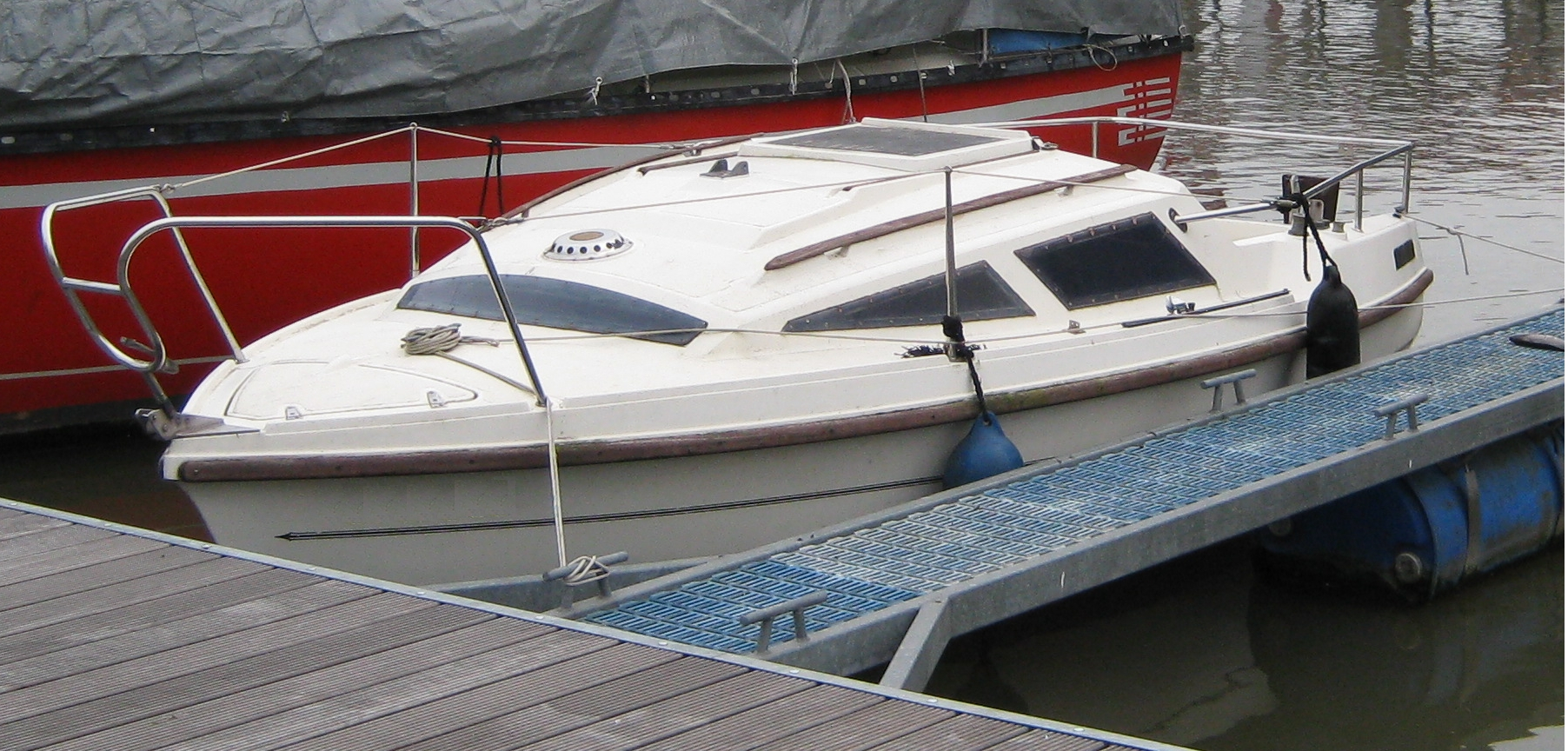
Leisure 17 SL

De Leisure 17 werd geproduceerd tussen 1965 en 1990. Er zijn in totaal ongeveer 4500 zeilboten van de serie gebouwd. De Leisure 17 werd ontworpen voor families. De romp van de boot is gemaakt van glasvezelversterkt kunststof.
De boot was te verkrijgen in twee uitvoeringen, namelijk een uitvoering met een dubbele kiel en een uitvoering met een vinvormige kiel. Beide uitvoeringen van de kielen zijn gemaakt van gietijzer. Omdat de uitvoering met de dubbele kiel een vrij geringe diepgang heeft (0,65 m) en droog kan vallen, is deze populair voor het varen in getijdewateren.
In 1980 werd de Leisure 17 SL geïntroduceerd. Deze had een nieuwe vorm en een grotere cabine en was voorzien van een kiel-midzwaard. De tafel rustte op de zwaardkast.

## Dek
De kuip biedt ruimte voor maximaal vier personen en tussen de cockpit en de achtersteven zit een bergkast. Een kleine buis in het voorschip leidt naar de ruimte voor de ankerketting.

## Zeilen

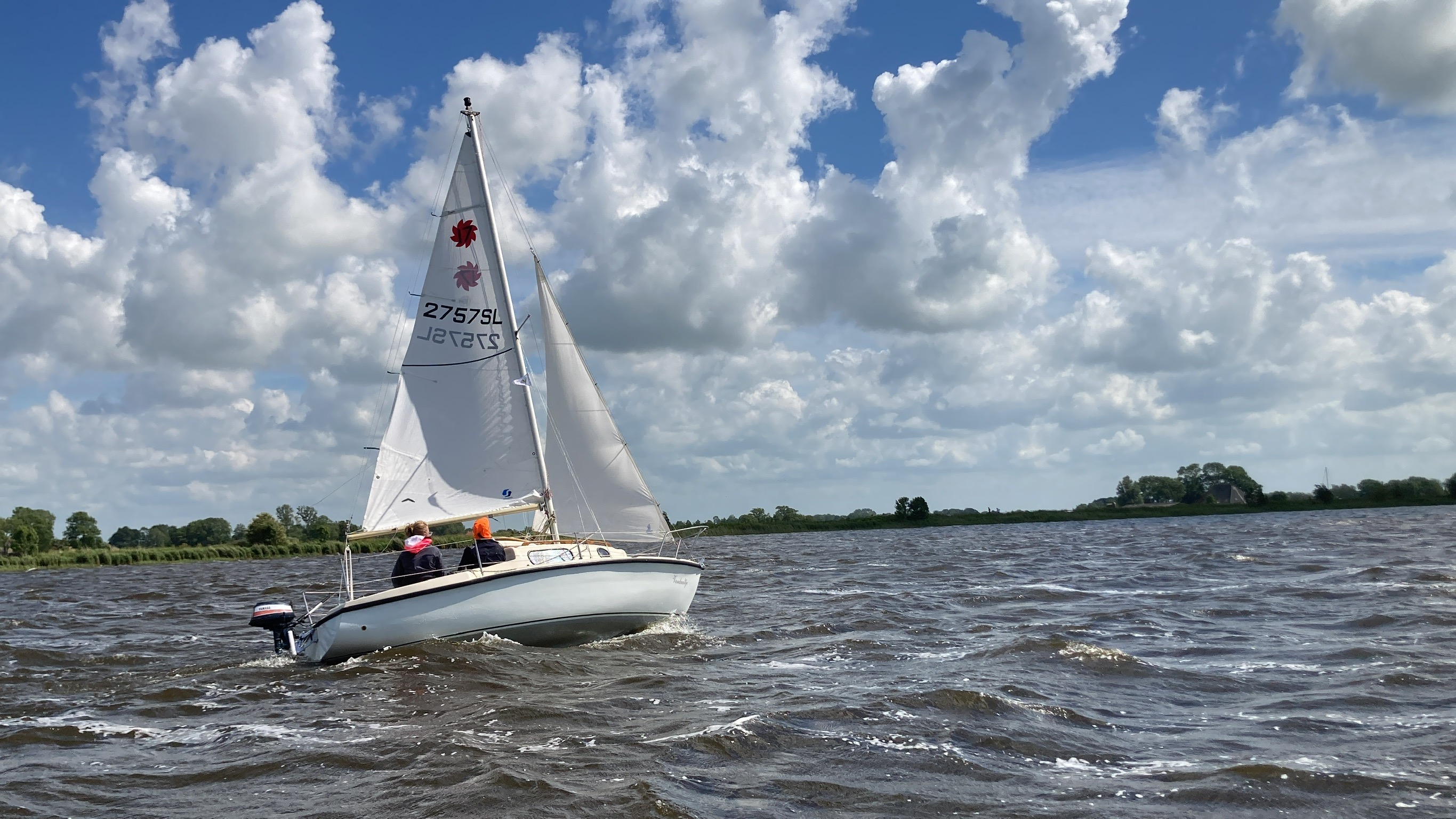
Leisure 17 onder zeil

| zeilen           | oppervlak in m² |
| ---------------- | --------------- |
| grootzeil        | 7,7             |
| genua            | 9,3             |
| fok              | 6,0             |
| stormzeil        | 3,7             |
| grote spinnaker  | 19,3            |
| kleine spinnaker | 13,9            |

## Motorisering
De meeste Leisure 17's zijn uitgerust met een buitenboordmotor.

## Cabine
De cabine is slechts een enkele ruimte. De zitplaatsen in de salon zijn te gebruiken als twee slaapbanken. De Leisure 17 is ontworpen als een vierpersoons cruiser, maar heeft twee slaapplaatsen. De boot kan zijn uitgerust met een keukentje en een chemisch toilet.

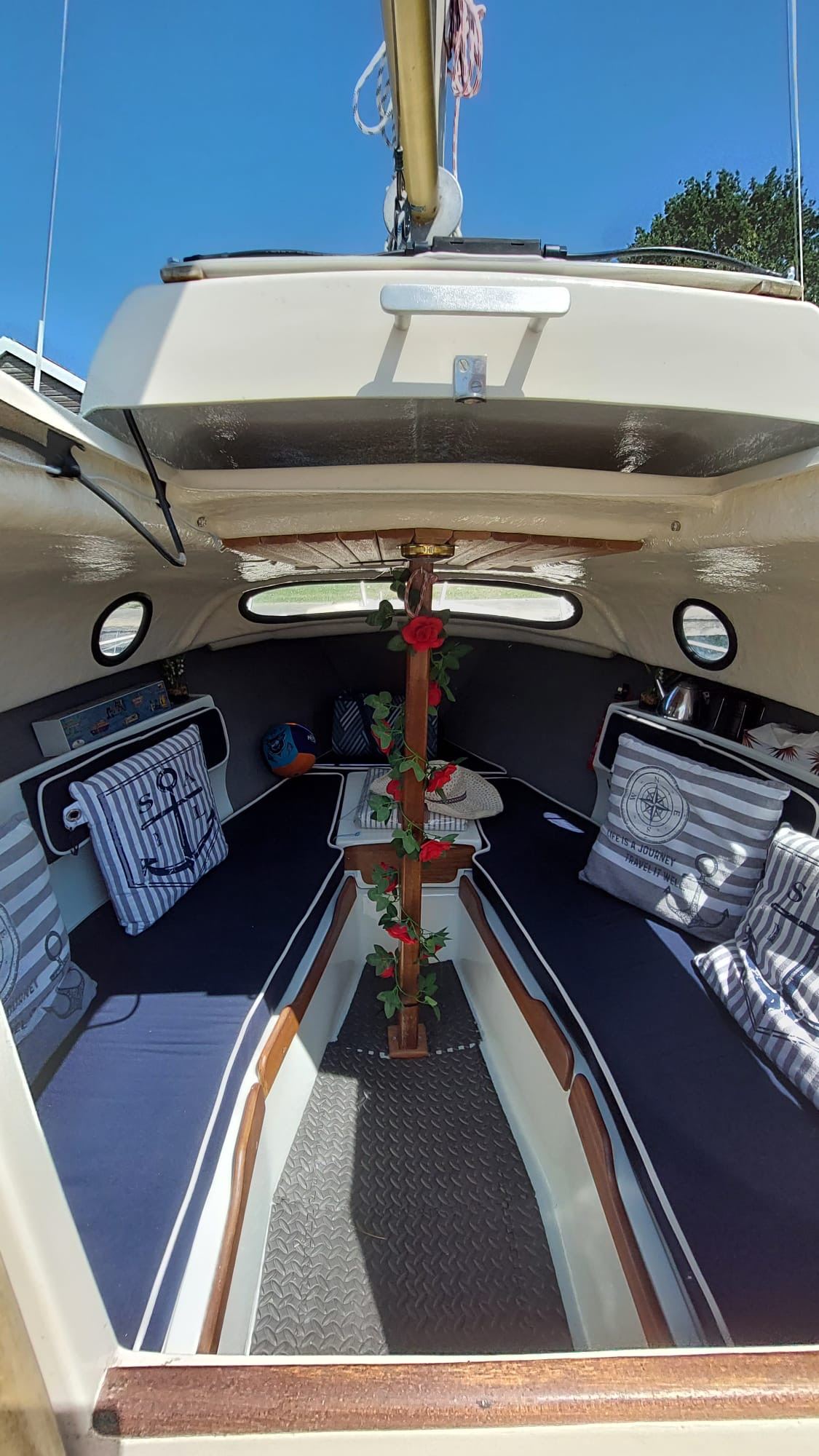
Cabine van een Leisure 17

## Trivia
- John Adams stak in 1967 in 32 dagen de Atlantische Oceaan over met zijn Leisure 17.[1]